# Robby (film)
Robby è un film del 1968 scritto e diretto da Ralph C. Bluemke. Si tratta di una rilettura in chiave moderna del romanzo Robinson Crusoe di Daniel Defoe nella quale il protagonista è interpretato da un bambino. Il film affronta diversi temi, tra cui l'amicizia, la nostalgia di casa, il razzismo e il naturismo.

## Trama
Il film inizia con una scialuppa di salvataggio approdare su un'isola tropicale. All'interno della scialuppa di salvataggio c'è Robby, un bambino di nove anni. Robby esplora l'isola ma non trova segni della presenza di altri uomini. Quando cade in una laguna e rischia di annegare viene salvato da un ragazzo nativo completamente nudo di nome Venerdì. Robby interroga Venerdì sul perché sia completamente nudo, ma il nativo non è in grado di capire cosa il bambino dica in quanto non capisce la lingua inglese.
Dopo poco tempo anche Robby abbandona i suoi vestiti ed insieme i due amici scorrazzano per tutta l'isola nudi e liberi. Robby insegna a Venerdì la lingua inglese e a sua volta Venerdì insegna a Robby a nuotare. Insieme, i due ragazzi sopravvivono sull'isola, sapendo di poter contare solamente l'uno sull'altro. In due si costruiscono un rifugio, si cibano di pesce e si trovano a dover far fronte a minacce di serpenti velenosi e cannibali.

## Produzione
Il regista e sceneggiatore Ralph C. Bluemke aveva inizialmente pensato ad una rivisitazione della storia di Robinson Crusoe mentre stava lavorando in banca nel 1960.
Nella scelta dei suoi attori principali, Bluemke prima gettato dieci anni Ryp Siani nel ruolo di Venerdì. Ryp era già un attore bambino esperto in questo periodo, essendo stato allevato in una famiglia del mondo dello spettacolo, e apparire in spot televisivi fin dalla prima infanzia. Casting il ruolo di Robby era un po' 'più impegnativo. Dopo aver esaminato decine di attori bambini, Bluemke finalmente deciso di nove anni, Warren Raum. Per il ruolo, i capelli di Warren è stato candeggiato biondo platino al fine di simboleggiare l'innocenza della gioventù, e anche per contrastare ulteriormente i capelli scuri e la carnagione di Ryp.
Nella scelta degli attori principali, Bluemke prima scelse il decenne Ryp Siani per il ruolo di Venerdì. Ryp aveva già recitato in alcuni spot televisivi nella prima infanzia. La scelta dell'attore per il ruolo di Robby fu invece un po' più impegnativa. Dopo aver esaminato decine di attori bambini, Bluemke scelse Warren Raum. Per il suo ruolo a Warren vennero tinti i capelli di colore biondo platino al fine di simboleggiare l'innocenza della gioventù, e anche per contrastare ulteriormente i capelli scuri e la carnagione di Ryp.
Il film è stato girato sulla Vieques Island a Porto Rico, la stessa isola nella quale venne girato cinque anni prima Il signore delle mosche. Per inciso, entrambi i film parlano di bambini abbandonati su un'isola deserta.

### Nudità
Data la natura dello script il regista Ralph C. Bluemke sapeva fin dall'inizio che nel film sarebbe stata presente una certa quantità di scene di nudo, al fine di dare un senso di realismo e autenticità. Warren Raum e Ryp Siani, che interpretano rispettivamente Robby e Friday, furono subito scelti dal regista per i loro ruoli. Fortunatamente per il regista, sia gli attori bambini che i loro genitori diedero il consenso a girare le scene di nudo presenti nello script. Il primo giorno di riprese entrambi i ragazzi si spogliarono senza esitare e furono ben felici di poter correre e giocare nudi sulla spiaggia sotto il sole caldo portoricano.
Bluemke era convinto che il pubblico lo avrebbe perdonato per la nudità rappresentata nel film perché mostrata come una cosa naturale e innocente e perché gli attori erano ragazzi in età prepuberale. Egli citò, come esempio di altri film dove appaiono bambini nudi, Il signore delle mosche. Tuttavia gli attori nudi in Il signore delle mosche sono mostrati posteriormente mentre in Robby sono mostrate nudità frontale di entrambi i ragazzi. Come era facile da immaginare, il film non ha avuto una grande distribuzione proprio a causa delle scene di nudo.

## Accoglienza

### Uscita
Il film non ebbe molta distribuzione perché le case di distribuzione avevano paura a distribuire un film contenente numerose scene di nudo.
Il film è uscito in VHS nel 1983.

### Critica
Al momento della sua uscita Robby ricevette recensioni molto positive da parte dei critici. Bob Salmaggi, dell'emittente WINS, New York, definì il film "Incantevole!...un capolavoro commovente." Howard Thompson del The New York Times lo definì "un piccolo dramma signorile."

## Adattamento letterario
Dopo l'uscita del film, Robby è stato adattato in un libro per bambini dallo scrittore e regista Ralph C. Bluemke, illustrato con le immagini del film. L'intero testo del libro, insieme con le illustrazioni, è incluso come contenuto extra del DVD del film.